# Isohypsibius myrops
Isohypsibius myrops är en djurart som tillhör fylumet trögkrypare, och som först beskrevs av Du Bois-Reymond Marcus 1944.  Isohypsibius myrops ingår i släktet Isohypsibius och familjen Hypsibiidae. Inga underarter finns listade i Catalogue of Life.